# Kelsey-Tisdale (circonscription saskatchewanaise)
Pour les articles homonymes, voir Kelsey et Tisdale.
Circonscription électorale provinciale du Canada
Kelsey-Tisdale (initialement Tisdale-Kelsey) est une ancienne circonscription électorale provinciale de la Saskatchewan au Canada. Elle est représentée à l'Assemblée législative de la Saskatchewan de 1971 à 1995.

## Géographie
La circonscription comprenait les villes de Hudson Bay, Carrot River et Tisdale.

## Liste des députés
| Parlement                                                    | Années                                     | Député                                     | Député                                     | Parti                                      |
| Tisdale-Kelsey                                               | Tisdale-Kelsey                             | Tisdale-Kelsey                             | Tisdale-Kelsey                             | Tisdale-Kelsey                             |
| Circonscription issue de Kelsey et Tisdale                   | Circonscription issue de Kelsey et Tisdale | Circonscription issue de Kelsey et Tisdale | Circonscription issue de Kelsey et Tisdale | Circonscription issue de Kelsey et Tisdale |
| ------------------------------------------------------------ | ------------------------------------------ | ------------------------------------------ | ------------------------------------------ | ------------------------------------------ |
| 17e                                                          | 1971–1975                                  |                                            | John Rissler Messer                        | Néo-démocrate                              |
| Kelsey-Tisdale                                               |                                            |                                            |                                            |                                            |
| 18e                                                          | 1975–1978                                  |                                            | John Rissler Messer                        | Néo-démocrate                              |
| 19e                                                          | 1978–1980                                  |                                            | John Rissler Messer                        | Néo-démocrate                              |
| 19e                                                          | 1980-1982                                  |                                            | Neal Herbert Hardy (en)                    | Progressiste-conservateur                  |
| 20e                                                          | 1982–1986                                  |                                            | Neal Herbert Hardy (en)                    | Progressiste-conservateur                  |
| 21e                                                          | 1986–1991                                  |                                            | Neal Herbert Hardy (en)                    | Progressiste-conservateur                  |
| 22e                                                          | 1991–1995                                  |                                            | Andy Renaud                                | Néo-démocrate                              |
| Circonscription dissoute dans Melfort et Carrot River Valley |                                            |                                            |                                            |                                            |

## Résultats électoraux
Kelsey-Tisdale (1975-1995)

Tisdale-Kelsey (1971-1975)